# Falco K.C. Szombathely
Il Falco Kosárlabda Club Szombathely è una squadra di pallacanestro ungherese.

## Storia
La storia del club nasce nel 1980, quando György Gráczer e István Németh fondarono la squadra con il supporto della Falco, locale industria del legno. Nel 1987-88 ci fu il salto in seconda divisione, poi nel 1990 il debutto nella massima serie.
Nel 1997-98 la squadra arrivò in finale di Coppa d'Ungheria e disputò la Coppa Korać, competizione europea che fu disputata anche l'anno successivo. Nonostante il rischio di scomparsa nel 2002, il club è riuscito comunque a rimanere nella massima serie. Nel 2006 ci fu il trasferimento nel nuovo impianto, l'Arena Savaria.
La storica stagione 2007-08 è stata invece quella del primo titolo nazionale: dopo aver chiuso al 1º posto la stagione regolare, il Falco ha superato quarti di finale e semifinali, battendo i rivali del Körmend nella serie finale. Nello stesso anno, dopo due tempi supplementari contro l'Atomerőmű, i gialloneri persero la finale di coppa: questo traguardo svanisce in finale anche nelle due edizioni successive.
La squadra di pallacanestro Falco KC ha compiuto un’impresa straordinaria nel campionato NBI/A, rimanendo imbattuta per 27 partite consecutive in una sola stagione.
Considerando anche le due partite del campionato ungheresa nella stagione 2023-24 e le tre partite della Coppa d’Ungheria del 2025, oltre a quelle della stagione 2024-25, la squadra può vantare una striscia di imbattibilità di 32 partite – un risultato senza precedenti nella storia del Falco KC.

## Roster 2024-2025
Aggiornato al 2 aprile 2025.
|    | Naz.                   | Ruolo | Sportivo            | Anno | Alt. | Peso |  |
| -- | ---------------------- | ----- | ------------------- | ---- | ---- | ---- |  |
| 1  | Danimarca (bandiera)   | G     | Dániel Hansen       | 2004 | 191  | 82   |  |
| 3  | Ungheria (bandiera)    | P     | Marcell Pongó       | 1997 | 194  | 90   |  |
| 4  | Ungheria (bandiera)    | AP    | Bálint Péter Németh | 2004 | 187  | 79   |  |
| 5  | Stati Uniti (bandiera) | AG    | Matt Tiby           | 1992 | 203  | 109  |  |
| 6  | Ungheria (bandiera)    | C     | Ákos Keller         | 1989 | 208  | 110  |  |
| 9  | Ungheria (bandiera)    | G     | Zoltán Perl         | 1995 | 195  | 88   |  |
| 10 | Ungheria (bandiera)    | P     | Benedek Váradi      | 1995 | 195  | 92   |  |
| 11 | Stati Uniti (bandiera) | AP    | Trey Diggs          | 1999 | 196  | 95   |  |
| 13 | Ungheria (bandiera)    | AG    | Kristóf Bognár      | 1994 | 205  | 97   |  |
| 15 | Stati Uniti (bandiera) | AG    | Marvin Clark        | 1994 | 201  | 104  |  |
| 17 | Serbia (bandiera)      | AP    | Aleksa Novaković    | 1996 | 200  | 102  |  |
| 19 | Serbia (bandiera)      | C     | Nikola Popović      | 1997 | 211  | 112  |  |
| 20 | Ungheria (bandiera)    | AP    | Ábel Sövegjártó     | 2002 | 201  | 92   |  |
| 21 | Ungheria (bandiera)    | A     | Benedek Máté Kovács | 2001 | 201  | 95   |  |
| 25 | Ungheria (bandiera)    | G     | Péter Verrasztó     | 2001 | 190  | 87   |  |

### Staff tecnico
| Allenatore: | Miloš Konakov |
| Assistente: | Marko Curovic |
| Assistente: | Gábor Svajda  |

## Palmarès
- Campionato ungherese: 6

2007-2008, 2018-2019, 2020-2021, 2021-2022, 2022-2023, 2023-2024
- Coppa d'Ungheria: 3

2021, 2023, 2025
- tre la Top16 Basketball Champions League: 2

2021-22, 2024-25

## Allenatori
- 2014-2016:  László Kálmán
- 2016-2018:  Srećko Sekulović
- 2018-2021:  Gašper Okorn
- 2021- :   Miloš Konakov

## Numeri di maglia ritirati
8  László Kálmán (1992–2013)
18  Zoltán Horváth (2008–2009)

## Giocatori di basket selezionati
Zoltán Perl
 Benedek Váradi

## Giocatori di basket selezionati in passato
Marcell Pongó
 Ákos Keller
 Szilárd Benke
 György Golomán
 Ádám Somogyi
 Norbert Tóth
 Péter Kovács
 Zoltán Horváth 
 László Kálmán